# Horsfieldia pulverulenta
Horsfieldia pulverulenta är en tvåhjärtbladig växtart som beskrevs av Otto Warburg. Horsfieldia pulverulenta ingår i släktet Horsfieldia och familjen Myristicaceae. Inga underarter finns listade i Catalogue of Life.